# Jaroslav Heyduk
Jaroslav Heyduk (někdy uváden jako Jaroslav Hejduk nebo Jaroslav Feodorovič Heyduk, rusky Ярослав Федорович Гейдук) (23. dubna 1863, Praha – 6. března 1918, Tuaps u Černého moře, Kavkaz) byl synovec českého básníka Adolfa Heyduka, před první světovou válkou agronom působící na Kavkazu, od roku 1914 dobrovolník a velmi letitý starodružiník – první a nejstarší praporečník České družiny. 

## Životopis

### Rodina
Jaroslav Heyduk se narodil 23. dubna 1863 v Praze. Jeho otec Bedřich Heyduk působil od roku 1854 v Rusku. Strýcem Jaroslava Heyduka byl český básník Adolf Heyduk  Od svých sedmi let (tedy od roku 1870) žil Jaroslav Heyduk v Rusku.

### Do začátku první světové války
Jaroslav Heyduk již dlouho před vypuknutím první světové války žil a pracoval jako hlavní agronom Kavkazu (Černomořského okruhu (později gubernie)).  Byl tamním obyvatelstvem velmi vážený a stal se nakonec radou a zástupcem dané oblasti v dumě. Některé prameny hovoří o Jaroslavu Heydukovi jako o idealistovi a slavofilovi. Po vypuknutí první války se v oblasti sám ujal agitace mezi Čechy pro vstup do České družiny. Do tohoto útvaru také sám vstoupil (i přes svůj tehdy již vysoký věk).

### První světová válka
První světová válka zastihla Jaroslava Heyduka ve věku 51 let. Do řad příslušníků České družiny vstoupil v roce 1914 a po celou svoji vojenskou kariéru měl hodnost praporčíka.

### Přísaha příslušníků České družiny
Na svátek svatého Václava, patrona národa českého, tedy 28. září 1914 dle juliánského kalendáře (+ 13 dní tedy: 11. října 1914 dle gregoriánského kalendáře) se před starobylým klášterem svaté Sofie (z roku 1037) na Sofijském náměstí v Kyjevě (před pomníkem s jezdeckou sochou kozáckého hejtmana Bohdana Chmelnického) konala slavnostní přísaha prvních 716 československých dobrovolníků (z toho jen 16 Slováků) a 8 českých důstojníků České družiny. (Více než dvě třetiny příslušníků České družiny mělo tehdy ještě cizí státní příslušnost a jen slabá třetina byli tzv. ruští Češi s ruským státním občanstvím.) Akce se konala za velkého zájmu a hojné účasti ruské veřejnosti. (Tento slavnostní ceremoniál byl nafilmován a promítal se v ruských biografech. Tady vyvolával v divácích nadšení nad projevovaným bratrstvím českého národa a odhodláním bojovat za svoji samostatnost po boku Ruska.) Přísaha byla konána dle ruských vojenských řádů na pravoslavné evangelium. Zároveň byl prapor České družiny (podle ruských zvyklostí) slavnostně posvěcen popy a do jeho žerdi byly také (dle zvyklostí) zatlučeny zlaté hřeby. První z nich zatloukl ruský generál Nikolaj Alexandrovič Chodorovič (náčelník štábu Kyjevského vojenského okruhu, velitel Kyjevské oblasti), který se zasadil o vznik České družiny a který organizaci této jednotky také sám v počátcích osobně řídil. Památného ceremoniálu se účastnil i praporečník Jaroslav Heyduk, který tento první český prapor (dar moskevských dam) hrdě nesl. Jeho patriarchální postava (staršího vysokého hubeného muže s dlouhým bílým plnovousem a s odznaky státního rady) přirozeně symbolizovala sepětí tradic minulosti s vojenskými rituály současnosti (roku 1914).

Česká družina v Kyjevě na Sofijském náměstí
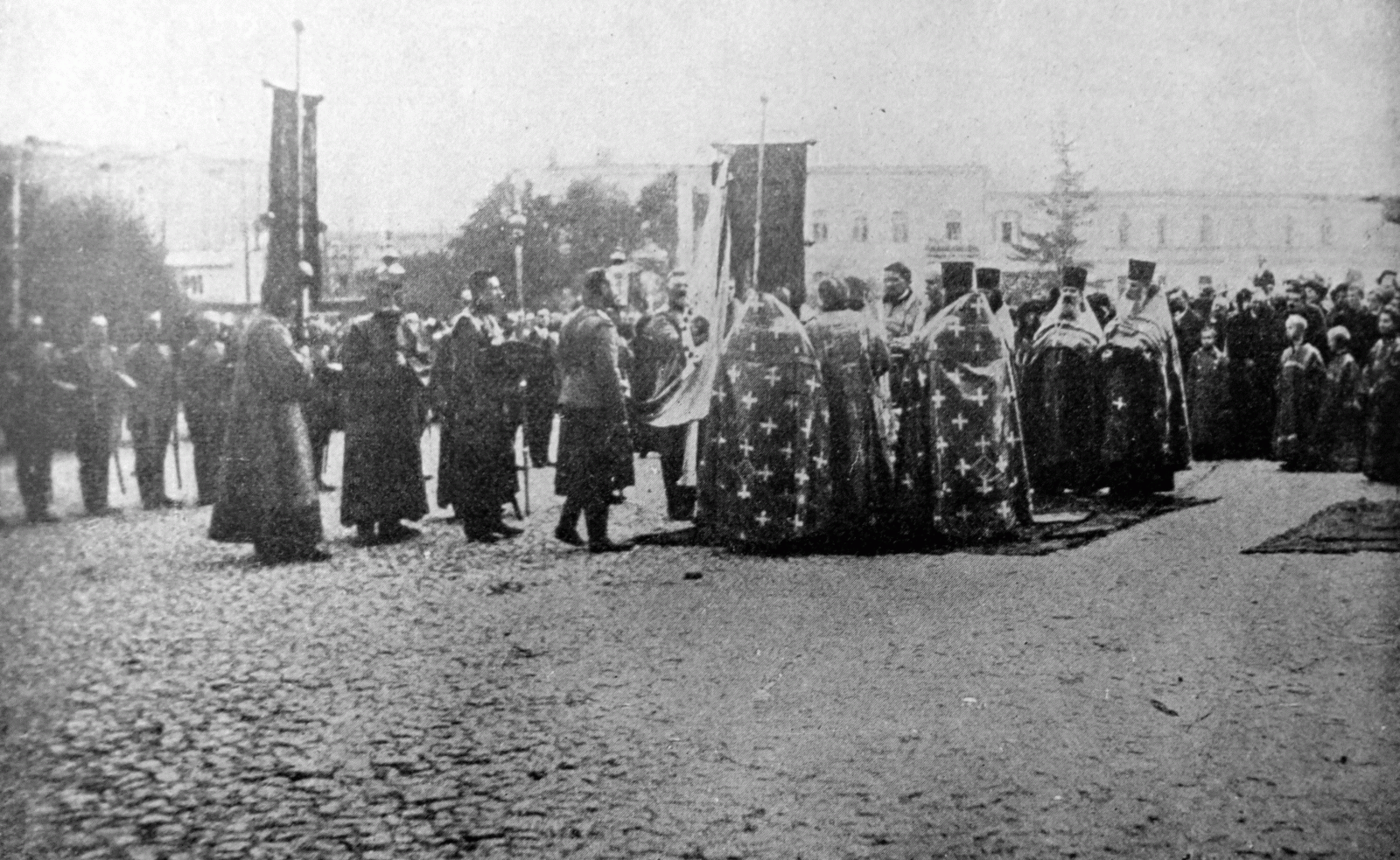
Svěcení praporu
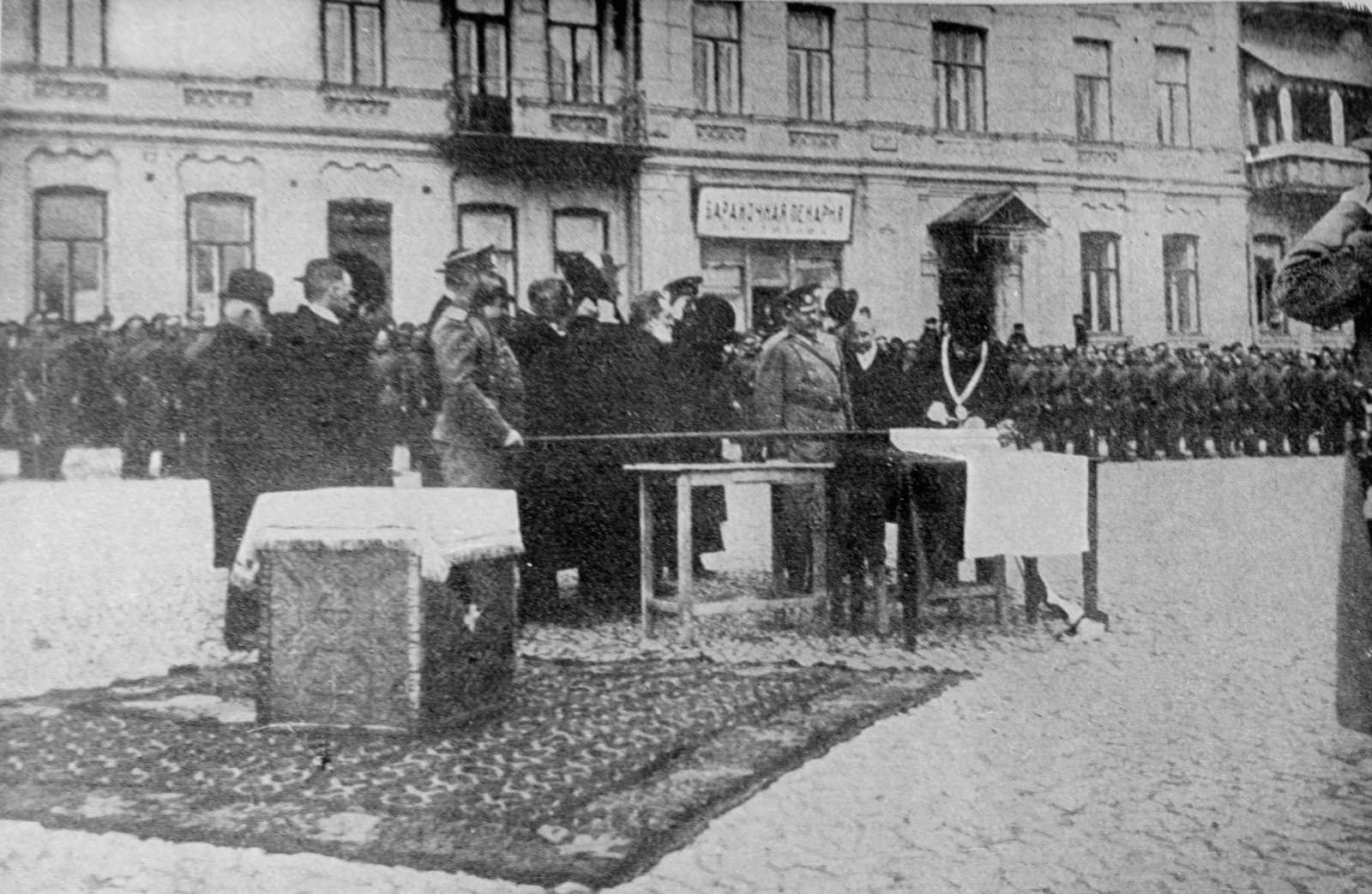
Zatloukání hřebů do žerdě
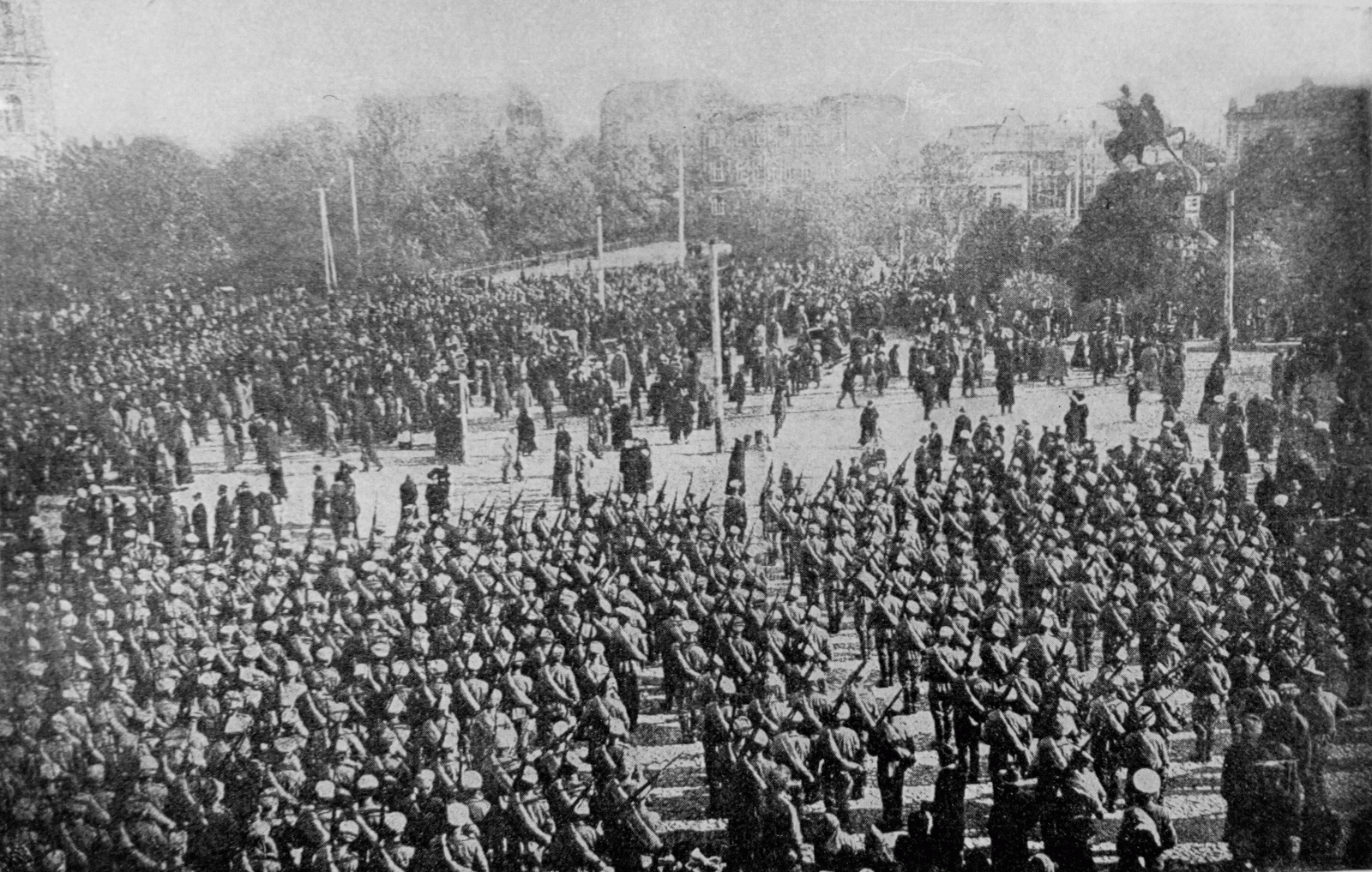
Nástup k přísaze
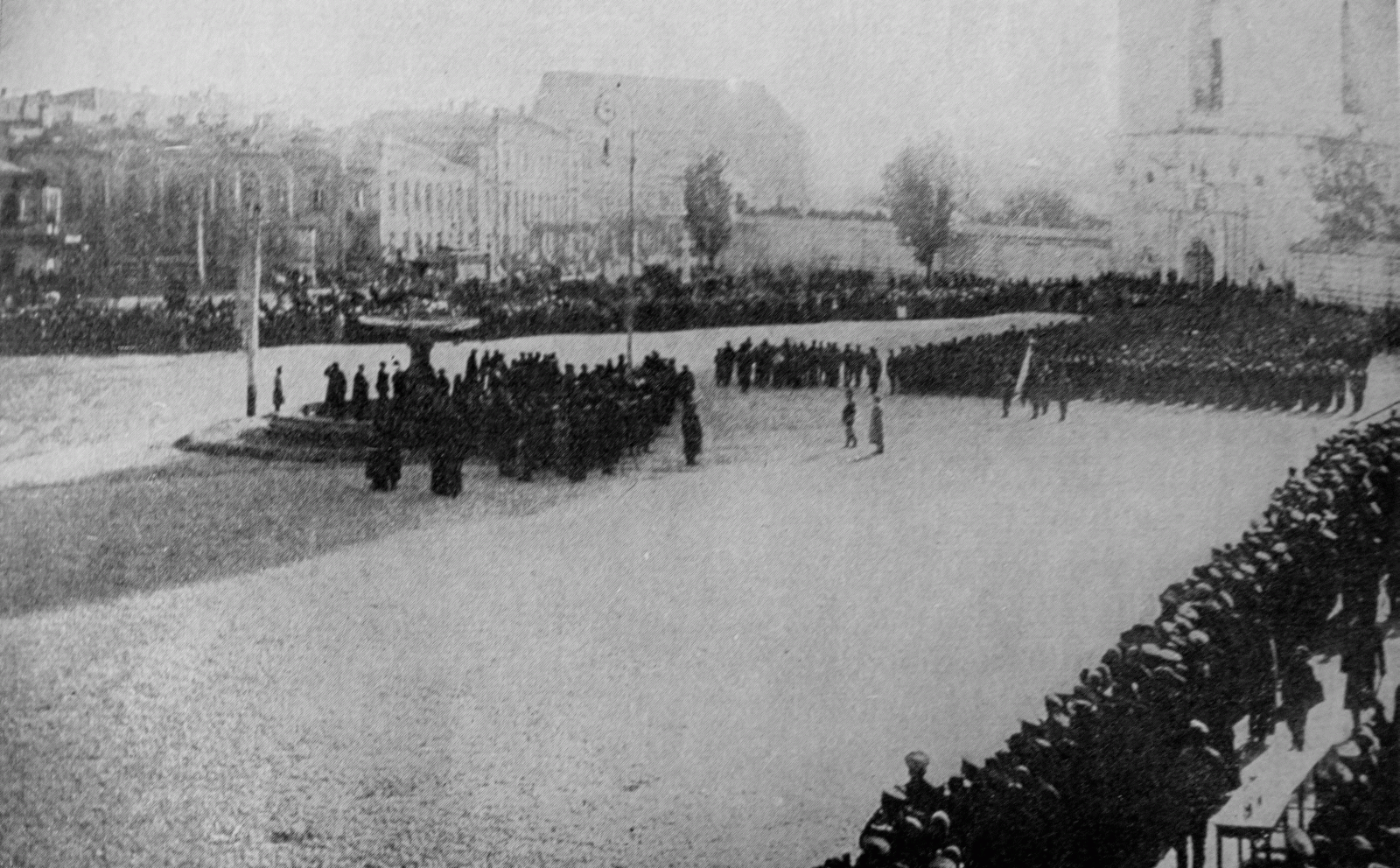
Celkový pohled na náměstí
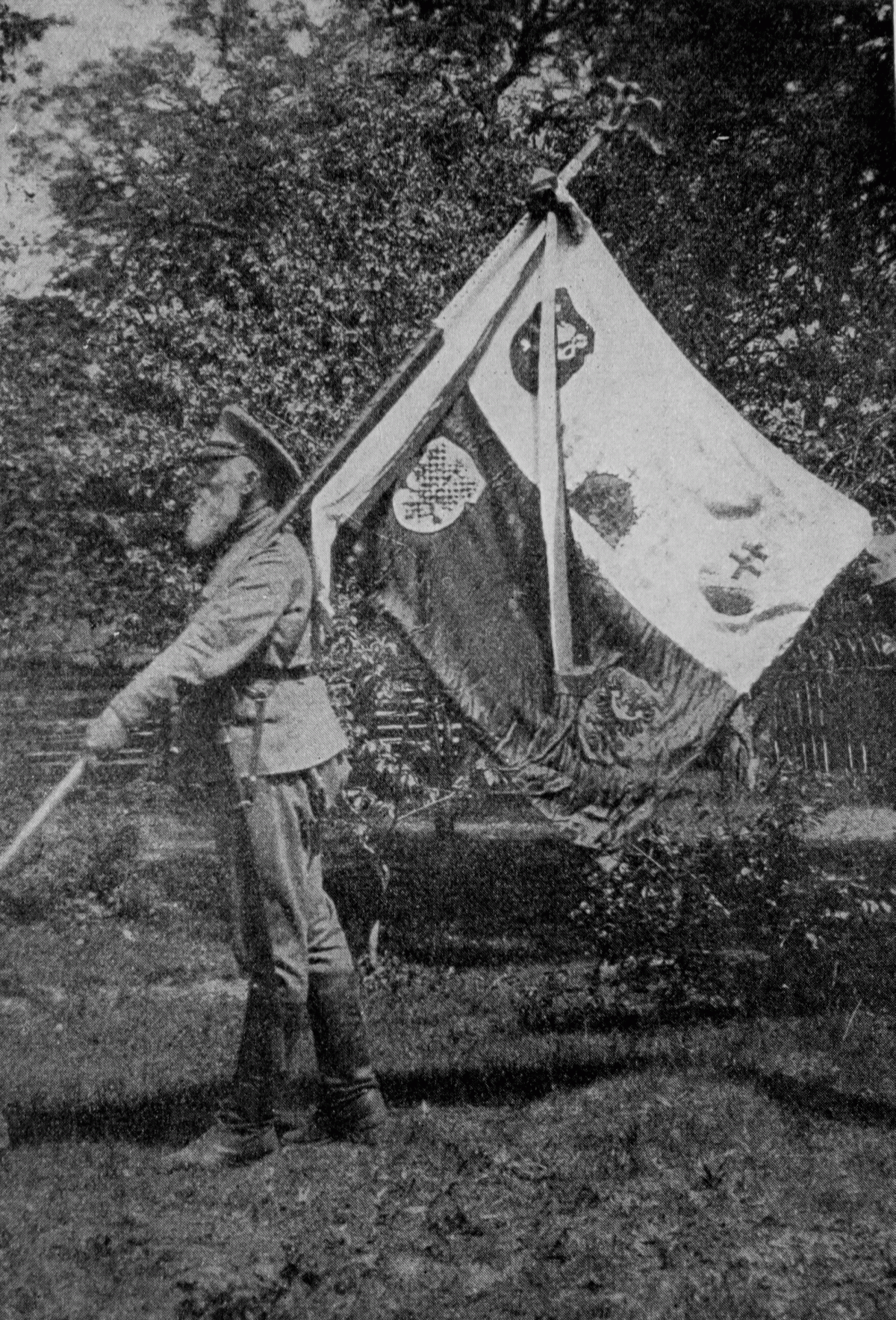
Praporečník Jaroslav Heyduk

### Rok 1918
Jaroslav Heyduk zemřel tragicky  (při své agitační cestě po Kavkaze, kterou podnikl na svůj vlastní vrub v rámci své dovolené) dne 6. března 1918 (v hodnosti praporčíka u 1. střeleckého pluku) v městě Tuapse na Kavkaze. Tehdy už neagitoval ve prospěch československých legií, ale pro vstup do československých oddílů Děnikinovy armády.
Jaroslav Heyduk je pohřben na hřbitově ve Vladimirovce u Novorossijska. Z evidence v československých legiích byl formálně vyřazen dne 18. dubna 1918.

### Dovětek
- Postava prvního praporečníka České družiny se dokonce ocitla v meziválečné době na československých poštovních známkách.[5]
- Známá je pohlednice s reprodukcí portrétu praporečníka České družiny Jaroslava Heyduka.[16] Byla vydána v Petrohradě roku 1916.[16] Autorem kresby z roku 1916 je E. Vacek.[16]